# نیمه‌بیابان قزاق
نیمه‌بیابان قزاق (انگلیسی: Kazakh semi-desert) بوم‌ناحیه‌ای در زیست‌بوم بیابان‌ها و درختچه‌زارهای خشک است که در کشور قزاقستان قرار دارد. اقلیم این بوم‌ناحیه از نوع نیمه‌خشک و قاره‌ای با مجموع بارندگی سالانه  ۱۶۰ میلیمتر (۶٫۳ اینچ) است. و میانگین دما در ژانویه به‌طور متوسط−۱۵ درجه سلسیوس (۵ درجه فارنهایت) و در ژوئیه ۲۳ درجه سلسیوس (۷۳ درجه فارنهایت) است. نیمه‌بیابان قزاق یک منطقه گذار میان استپ‌ها و بیابان‌های آسیای مرکزی است و از گیاگان موجود در هر دو زیست‌بوم که عمدتاً علف‌ها، به‌ویژه گونه‌های استپی و درختچه‌هایی مانند گونه‌های درمنه است، پشتیبانی می‌کند. تعدادی از پستانداران و پرندگان در این بوم‌ناحیه یافت می‌شوند، اما این زیستگاه به‌دلیل چرای بی‌رویه و گسستگی زیستگاه ناشی از تخریب انسانی در معرض تهدید است. با این حال، کاهش اخیر در تعداد دام‌ها در قزاقستان به گیاهان بومی فرصت بیشتری برای بازتولید داده است.